# Stanisław Malczyk (piłkarz)
Stanisław Malczyk (ur. 28 lutego 1910 w Krakowie, zm. 13 lutego 1973 tamże) – polski piłkarz występujący na pozycji napastnika, reprezentant Polski w latach 1932–1935, trener piłkarski.

## Kariera
Grę w piłkę nożną rozpoczął w 1924 roku w klubie Olsza Kraków. W 1927 roku przeniósł się do Cracovii. W barwach tego zespołu trzykrotnie zdobył tytuł mistrza Polski (1930, 1932, 1937). W pierwszej połowie lat 30. należał do grupy wiodących zawodników Cracovii. W reprezentacji Polski zadebiutował 2 października 1932 w meczu przeciwko Rumunii, ostatni raz zagrał w 1935 roku. Łącznie w drużynie narodowej rozegrał 3 oficjalne spotkania i strzelił jedną bramkę.

### Bramki w reprezentacji
| LP | Data       | Miejsce           | Przeciwnik | Rezultat | Bramka | Ranga meczu |
| -- | ---------- | ----------------- | ---------- | -------- | ------ | ----------- |
| 1. | 15.09.1935 | Stadion ŁKS, Łódź | Łotwa      | 3:3      | Gol    | Towarzyski  |

## Życie prywatne
Brat Antoniego Malczyka.

## Sukcesy

### Zawodnicze
- Mistrzostwo Polski: 1930, 1932, 1937

### Trenerskie
Cracovia
- Mistrzostwo Polski: 1948